# Garcia de Castro
Garcia de Castro  (? - ilha Terceira, Açores, Portugal)
A família Castro dos Açores é descendente de D. Garcia de Castro, irmão do 1° conde de Monsanto, os quais eram filhos de D. Fernando de Castro, senhor do Paul do Boquilobo, que foi Governador da Casa do infante D. Henrique, e de D. Isabel de Ataíde, netos paternos de D. Pedro de Castro, Senhor do Cadaval e de outras terras, e de D. Leonor de Meneses, e bisnetos de D. Álvaro Pires de Castro, Conde de Arraiolos e 1º Condestável de Portugal, e da condessa D. Maria Ponce de Leão.
A varonia dos Castros, da ilha Terceira extinguiu-se com Miguel do Canto e Castro.
D. Garcia de Castro, foi casado duas vezes, a primeira com D. Brites de Lima, filha de Leonel de Lima, 1º Visconde de Vila Nova de Cerveira, e a segunda com D. Catarina da Costa.
Do primeiro matrimónio teve:
1 - D. Fernando, que faleceu criança.
2 - D. Rodrigo, que faleceu criança.
3 - D. Álvaro de Castro, casado com D. Leonor de Noronha
4 - D. Jorge de Castro, casado com D. Brites Pereira.
5 – D. Guiomar de Castro, casada em 1482 com Ayres da Silva, Senhor de Vagos.
6 - D. Filipa de Castro, mulher de Gomes Soares, alcaide-mor de Torres Vedras.